# Benimodo
Benimodo è un comune spagnolo di 1 930 abitanti situato nella comunità autonoma Valenciana.